# حسین کاظم‌زاده
حسین کاظم‌زاده (زادهٔ ۱۳۰۲، شیراز) سیاستمدار و حقوقدان ایرانی، وزیر علوم و آموزش عالی و معاون نخست‌وزیر و رئیس سازمان بودجه بود.

## زندگی
حسین کاظم‌زاده به سالِ ۱۳۰۲ در شیراز متولد شد. پس از تحصیلات مقدماتی و متوسطه برای ادامهٔ تحصیلات به آمریکا رفت و از دانشگاه کلمبیا درجهٔ دکترا در علم حقوق گرفت.

## سوابق اجرایی
در ۱۳۳۳ آمریکائی‌ها در ایران مؤسسهٔ علوم اداری را تأسیس کردند و او به عنوان مترجم در آن مؤسسه اشتغال به کار یافت. در ۱۳۳۵ وارد سازمان برنامه شد و مدیر طرح و برنامه‌ریزی گردید. پس از چندی به معاونت سازمان برنامه رسید. در دولت هویدا معاون نخست‌وزیر و رئیس سازمان بودجه شد، سپس عنوان وزارت مشاور و سرپرست سازمان امور اداری و استخدامی کشور یافت و مدتی در آن سمت برقرار و استوار بود تا شغل او تغییر کرد و وزیر علوم و آموزش عالی گردید. چند سالی در آن سمت باقی ماند. آخرین سمت وی ریاست هیئت مدیرهٔ بانک ایران و عرب بود.